# Crematogaster sikkimensis
Crematogaster sikkimensis  (лат.) — вид муравьёв рода Crematogaster из подсемейства Myrmicinae (Formicidae). Сикким (Индия).

## Описание
Мелкие муравьи (рабочие имеют длину около 4 мм, матки крупнее). Отличаются длинными шипиками заднегруди, коричневой окраской тела, многочисленными щетинками скапуса усиков и крупными проподеальными дыхальцами. Основные промеры и индексы пропорций рабочих муравьёв: ширина головы (HW) 0.82-0.91; длина головы (HL) 0.80-0.88; головной индекс (CI) 102-103 (HW/HL × 100); длина скапуса усика (SL) 0.72-0.78; индекс скапуса усиков (SI) 83-89 (SL/HW × 100). Проподеальные шипики на заднегрудке развиты. От близкого вида Crematogaster daisyi отличается дыхальцами петиоля, локализованными в средней латеральной части, а от другого близкого вида Crematogaster dalyi отличается длинными шипиками заднегруди. Усики рабочих и самок 11-члениковые (у самцов усики состоят из 12 сегментов, включая скапус). Голова субквадратная. Глаза среднего размера, расположены в задне-боковой части головы. Тело гладкое и блестящее, короткие сеты прижатые к поверхности (отстоящие волоски отсутствуют). Стебелёк между грудкой и брюшком состоит из двух члеников: петиолюса и постпетиолюса (последний четко отделен от брюшка), жало развито, куколки голые (без кокона). Характерна возможность откидывать брюшко на спину при распылении отпугивающих веществ. Таксон был впервые описан в 1904 году швейцарским мирмекологом Огюстом Форелем по материалам из Индии, под первоначальным названием как подвид Crematogaster (Oxygyne) dalyi var. sikkimensis Forel, 1904. Валидный видовой статус был установлен в ходе ревизии в 2015 году японским энтомологом Ш. Хосоиши (Shingo Hosoishi; Kyushu University, Фукуока, Япония). Видовое название дано по месту обнаружения (Сикким). Включён в видовую группу Crematogaster ranavalonae-group (Oxygyne).